# 昆士蘭真鯊
昆士蘭真鲨（學名：Carcharhinus fitzroyensis），為軟骨魚綱板鰓亞綱真鯊目真鲨科的其中一種。分布於西太平洋澳洲北部海域，從西澳大利亞至昆士蘭，深度0至40公尺。澳洲魚類學家吉爾伯特·珀西·惠特利 (Gilbert Percy Whitley) 在1943年的《新南威爾斯州林奈學會學報》卷中描述了本魚種。他將這個新物種歸入Galeolamna屬的Uranganops亞屬，該模式標本是一隻1.2公尺長的雌魚，是從菲茨羅伊河口的Connor's Creek採集的，後來的學者將Galeolamna與Carcharhinus定為同義。本魚身體呈紡錘形且粗壯，鼻長，鼻孔有小的乳頭狀皮膚瓣，眼睛呈圓形具有瞬膜，拱形的嘴角處有很短的皺紋。上顎齒列30列，下顎齒列28-30 列，上顎牙長且呈三角形，邊緣呈鋸齒狀，並且朝向下顎兩側的角度逐漸增大，下顎牙細長直立，邊緣呈細鋸齒狀，五對鰓裂較短。胸鰭特別大，呈三角形，尖端呈圓形至尖形，背鰭2個，第一背鰭起於胸鰭基部的後部，第二背鰭相對較高且較長，起於臀鰭基部上方或稍靠後，背鰭之間沒有脊。臀鰭大於第二背鰭，在尾鰭上葉起點之前的尾柄上有一個新月形凹口，不對稱的尾鰭具有發育良好的下葉和較長的上葉，在尖端附近有腹側切跡，體上部呈青銅色至棕灰色，下部呈淺色，側面沒有明顯的淺色帶，體長可達135公分，棲息在沿岸至大陸棚，屬肉食性，以硬骨魚及甲殼類為食，胎生，雌魚每年生產七隻幼魚，繁殖期發生在五月到七月之間，可做為食用魚。